# Phalacrotophora longifrons
Phalacrotophora longifrons är en tvåvingeart som först beskrevs av Charles Thomas Brues 1906.  Phalacrotophora longifrons ingår i släktet Phalacrotophora och familjen puckelflugor. Inga underarter finns listade i Catalogue of Life.